# Rock 'n' Roller Coaster
De Rock 'n' Roller Coaster (voluit Rock 'n' Roller Coaster Starring Aerosmith) is een overdekte lanceerachtbaan in het Amerikaanse attractiepark Disney's Hollywood Studios en was tot en met 2019 ook te vinden in het Franse Walt Disney Studios Park. De attractie is ontworpen door Walt Disney Imagineering en gebouwd door Vekoma.

## Rit
De attractie staat in het teken van rock-'n-roll. In de wachtrij staat alles in het teken van dit thema. Er hangen diverse posters van rockbands, er zijn muziekattributen te vinden en er is rockmuziek op de achtergrond te horen. In de wachtrij bevindt zich een voorshow waarin een muziekstudio te zien waarin de band Aerosmith te zien is.
De rit vindt plaats is in een achtbaantrein waarvan de voertuigen vormgegeven zijn als limousine. Voordat de trein gelanceerd wordt, wordt er hardop afgeteld. Dit gaat samen met geluid- en lichteffecten. De rit vindt volledig in het donker plaats. Wel zijn er decoraties lang de baan te vinden die oplichten wanneer een trein passeert. De decoratie tijdens de rit zijn verwijzingen naar het Amerikaanse stadsdeel Hollywood.
Per trein van de Rock 'n' Roller Coaster bevinden zich 120 speakers die tijdens de rit muziek afspelen. Walt Disney Imagineering heeft in samenwerking met Aerosmith voor elke trein een aparte soundtrack samengesteld uit reeds bestaande muziek van Aerosmith. In sommige nummers zijn ook kleine aanpassingen gedaan, zo is Love in an Elevator veranderd in Love in a Rollercoaster. Bij de versie in Parijs heeft elke trein ook een aparte lichtshow. De soundtracks van elke trein met bijbehorende lichtshow (Parijs) en nummerbord (Orlando) zijn:
- 1QKLIMO: Nine Lives, voornamelijk rode / gele lichtshow.
- UGOBABE: Love in an Elevator en Walk This Way, veelkleurige lichtshow.
- BUHBYE: Young Lust, F.I.N.E. en Love in an Elevator, voornamelijk roze lichtshow.
- H8TRFFC: Back in the Saddle en Dude Looks Like a Lady, voornamelijk groene / blauwe lichtshow.
- 2FAST4U: Sweet Emotion, voornamelijk blauwe lichtshow

## Locaties
Beide banen hebben een andere verhaallijn. In Florida stap je aan boord van een Super Stretch Limo om op tijd te zijn voor een concert van Aerosmith; in Parijs stapte je aan boord van een Soundtracker om in de Zone d'essais (Nederlands: testzone) van een videoclip te belanden. Hoewel de achtbaan vijf treinen heeft worden er maximaal vier tegelijkertijd gebruikt. 

### Disney's Hollywood Studios
De bouwwerkzaamheden voor de achtbaan startte in februari 1998, waarna de attractie 29 juli 1999 opende in het themagebied Sunset Boulevard. De entree van de attractie valt op door de grote rood witte gitaar. Het uiteinde van de gitaar gaat over in een achtbaanrails. De rails hangt boven het entreeplein van de attractie. Aan het uiteinde hangt een personenauto ondersteboven.
Op 17 december 2015 kreeg de attractie deels een ander thema om de film Star Wars: Episode VII: The Force Awakens te promoten. In de wachtrij hingen diverse filmposters. Op 14 april 2017 werd dit thema weer verwijderd en keerde de attractie terug naar de versie van voor december 2015.

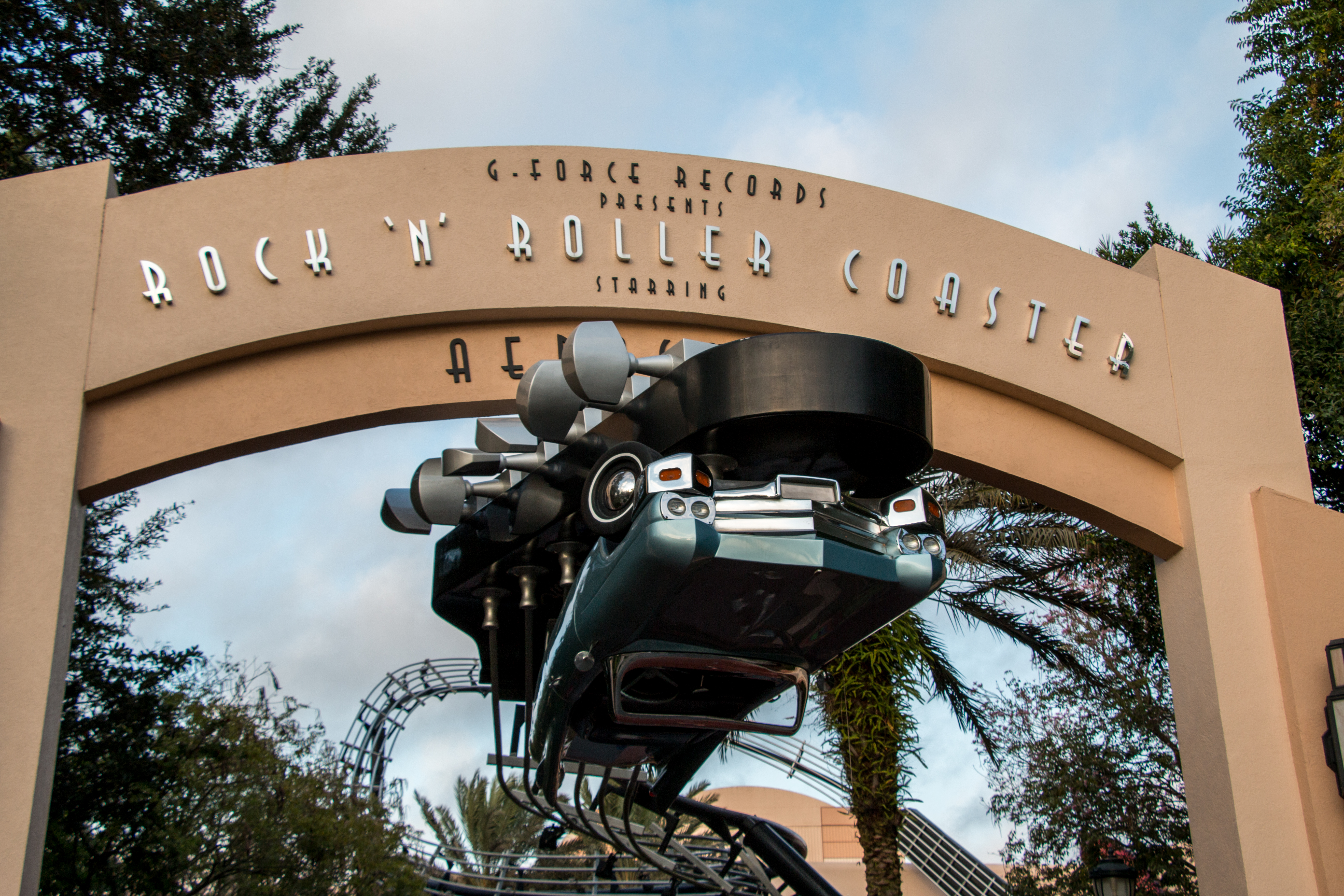
Entree
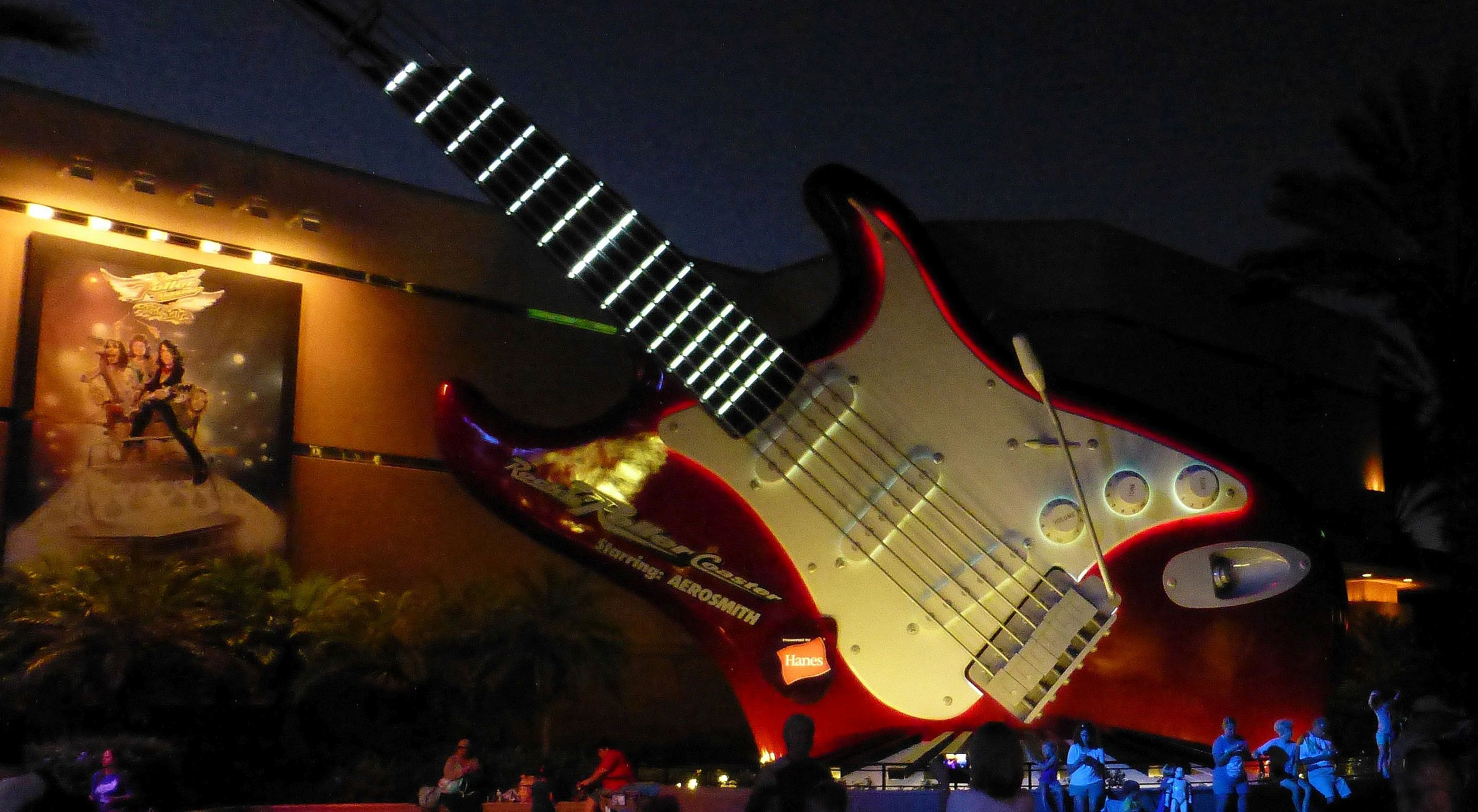
Voorgevel in de avonduren
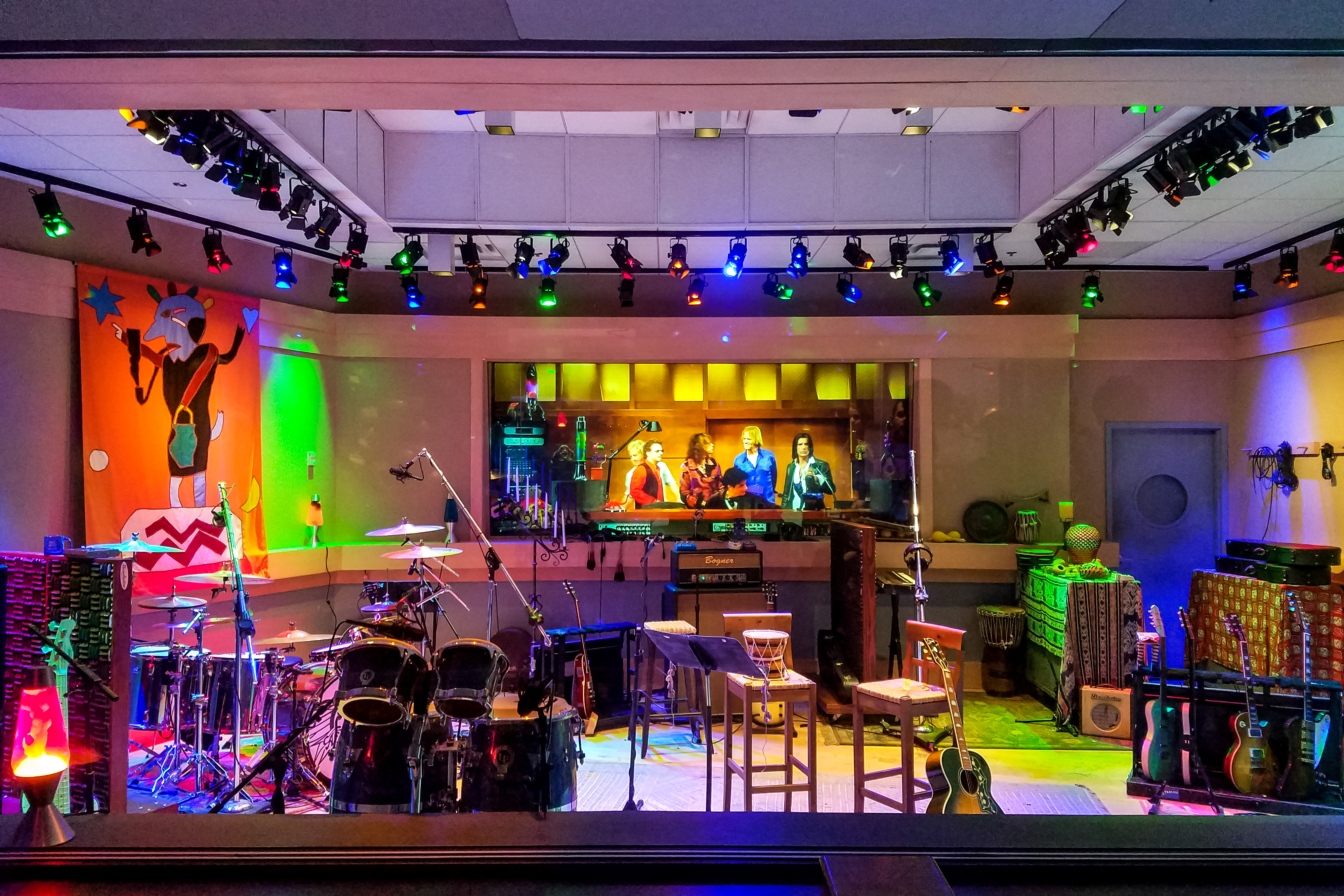
Scène in de wachtrij

### Walt Disney Studios Park
In het Franse Walt Disney Studios Park heette de attractie Rock 'n' Roller Coaster avec Aerosmith en opende 16 maart 2002 in het themagebied Backlot. De ritbeleving was vrijwel identiek aan die van de versie aan Disney's Hollywood Studios. De entree en het exterieur van de attractie kenmerkte zich door een loods die veel weg heeft van filmstudio. De voorgevel bestond uit een groot billboard waarop een gitaar, achtbaanrails en de naam van de attractie waren afgebeeld. Naast het gebouw hingen twee grote Cd-schijven aan een stellage.
In 2019 werd naar buiten gebracht dat de achtbaan een nieuw Iron Man thema zou krijgen. Op zondagavond 1 september 2019 maakte de Rock n Rollercoaster zijn laatste rit. In 2022 ging de attractie opnieuw open als Avengers Assemble: Flight Force. De layout van de achtbaan bleef ongewijzigd.

## Trivia
- Het baanverloop is vrijwel identiek aan de achtbaan Xpress: Platform 13 in Walibi Holland.
- De achtbaan wordt aangedreven door middel van lineaire inductiemotoren. Deze zijn vergelijkbaar met de lanceerders op een vliegdekschip.[7]

Disneyland Paris · Lijst van attracties in Walt Disney Studios Park · afbeeldingen
Walt Disney World Resort · Earful Tower · The Sorcerer's Hat · afbeeldingen